# Mitul cuțitului înfipt în spate

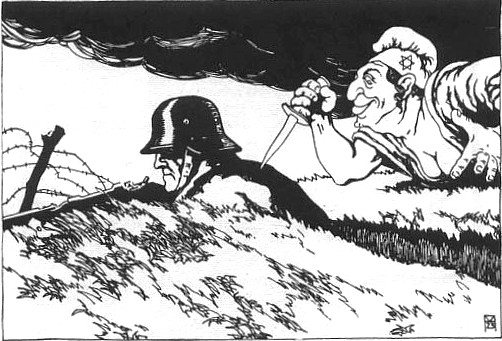
O ilustrație dintr-o carte poștală austriacă din 1919. Un evreu înjunghie un soldat german în spate cu un pumnal

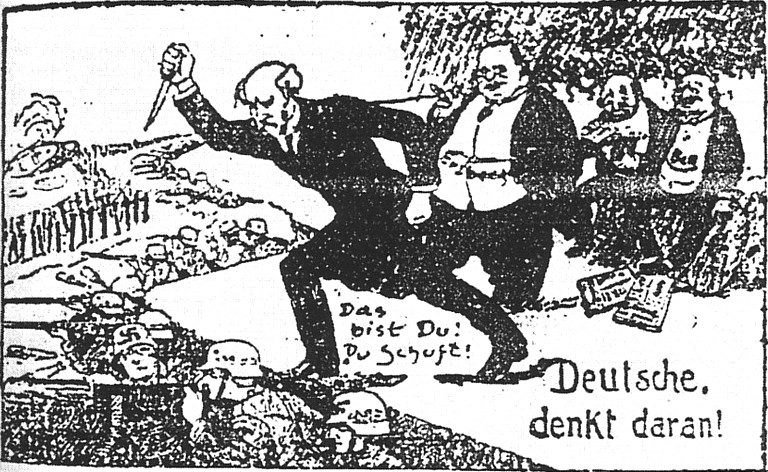
Caricatură germană din 1924. Philipp Scheidemann, politician Social-democrat german care a proclamat Republica de la Weimar și Matthias Erzberger, politician contra războiului din partea partidului Centru, care a încheiat Primul Război Mondial prin semnarea armistițiului de la Compiègne, înjunghie armata germană în spate

Mitul cuțitului înfipt în spate (în germană Dolchstoßlegendeⓘ) este o noțiune, interpretată mai ales în cercurile de dreapta din Germania după anul 1918, precum că armata germană nu ar fi pierdut primul Război Mondial, dacă nu era trădată de către civilii de pe "frontul de acasă", mai ales de republicanii care au răsturnat monarhia. De asemenea, liderii guvernului german care au semnat armistițiul de la 11 noiembrie 1918, au fost calomniați drept Criminalii din Noiembrie (Novemberverbrecher).
Când naziștii au venit la putere în 1933 au făcut din acest mit o parte integrantă a istoriei lor oficiale a anilor 1920, portretizând Republica de la Weimar cu activitatea „criminalilor din noiembrie”, care au folosit lovitura de cuțit în spate pentru a acapara puterea, trădând națiunea. Propaganda nazistă a descris Republica de la Weimar ca "o mlaștină de corupție, degenerare, umilire națională, persecuția nemiloasă a "onestei opoziții naționale" = paisprezece ani de conducere a evreilor, marxiștilor și bolșevicilor, care au fost în cele din urmă măturați de Mișcarea Socialistă Națională sub Adolf Hitler și "Revoluția națională din 1933".
Oamenii de știință din interiorul și din afara Germaniei resping în unanimitate ideea, subliniind că armata germană nu mai avea rezerve și era copleșită la sfârșitul anului 1918. Pentru mulți germani, expresia "lovitură de cuțit în spate" este evocatoare după opera Götterdämmerung de Richard Wagner din 1876, în care Hagen își omoară inamicul, Siegfried cu o suliță aruncată în spate.

## Origini

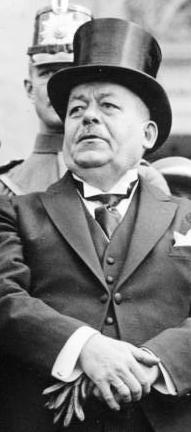
Reichspräsident Friedrich Ebert: (1923), președinte provizoriu al Republicii de la Weimar în 1919

Gândurile antisemitiste  ale armatei germane au fost dezvăluite cu mult înainte ca mitul cuțitului înfipt în spate să devină scuză militară pentru pierderea războiului. În octombrie 1916, în perioada primului război mondial, a fost organizat recensământul evreiesc, cu intenția de a demonstra că evreii erau slab reprezentați în armată (Reichswehr) și că erau suprareprezentați în posturi civile. În schimb, recensământul a arătat tocmai contrariul, că evreii au fost suprareprezentați atât în armată în ansamblu, cât și în primele poziții de luptă. Ulterior Reichswehr a suprimat rezultatele recensământului.
În ultima parte a războiului, Germania era, în esență, o dictatură militară, cu Înaltul Comandament Suprem (germ.: OHL, "Oberste Heeresleitung") și General-Feldmareșalul Paul von Hindenburg în calitate de comandant-șef care îl asista  și consulta pe Kaiser Wilhelm II (deși Hindenburg a fost în mare măsură o figură figurină, cu șeful său de stat, generalul Erich Ludendorff) în controlul efectiv al statului.
Pe 11 noiembrie 1918, reprezentanții noii formațiuni Republicii de la Weimar au semnat Armistițiul de la Compiègne cu aliații, care urmau să pună capăt războiului mondial. 
Apariția oficială a termenului cuțitului înfipt în spate ar fi fost în toamna anului 1919, când Ludendorff a luat masa cu șeful misiunii militare britanice de la Berlin, generalul britanic Sir Neill Malcolm. Malcolm l-a întrebat pe Ludendorff despre părerea acestuia față de pierderea războiului de Germania. Ludendorff a prezentat o listă de scuze.
Malcolm l-a întrebat: - Vrei să spui, generale, că ai fost înfipt în spate?Ochii lui Ludendorff s-au aprins și el a căutat expresia ca câine osul. - Înjunghiat în spate? repetă el. Da, exact așa, am fost înjunghiați în spate. Astfel s-a născut legenda,  mitul cuțitului înfipt în spate.